# تانيا ويكسلر
تانيا ويكسلر (بالإنجليزية: Tanya Wexler)‏ هي مخرجة أمريكية، ولدت في 5 أغسطس 1970 في شيكاغو في الولايات المتحدة.

## وصلات خارجية
- تانيا ويكسلر على موقع IMDb (الإنجليزية)
- تانيا ويكسلر على موقع ألو سيني (الفرنسية)
- تانيا ويكسلر على موقع أول موفي (الإنجليزية)
- تانيا ويكسلر على موقع قاعدة بيانات الأفلام السويدية (السويدية)
- تانيا ويكسلر على موقع قاعدة بيانات الفيلم (الإنجليزية)
- تانيا ويكسلر على موقع كينوبويسك (الروسية)